# Стоматологія

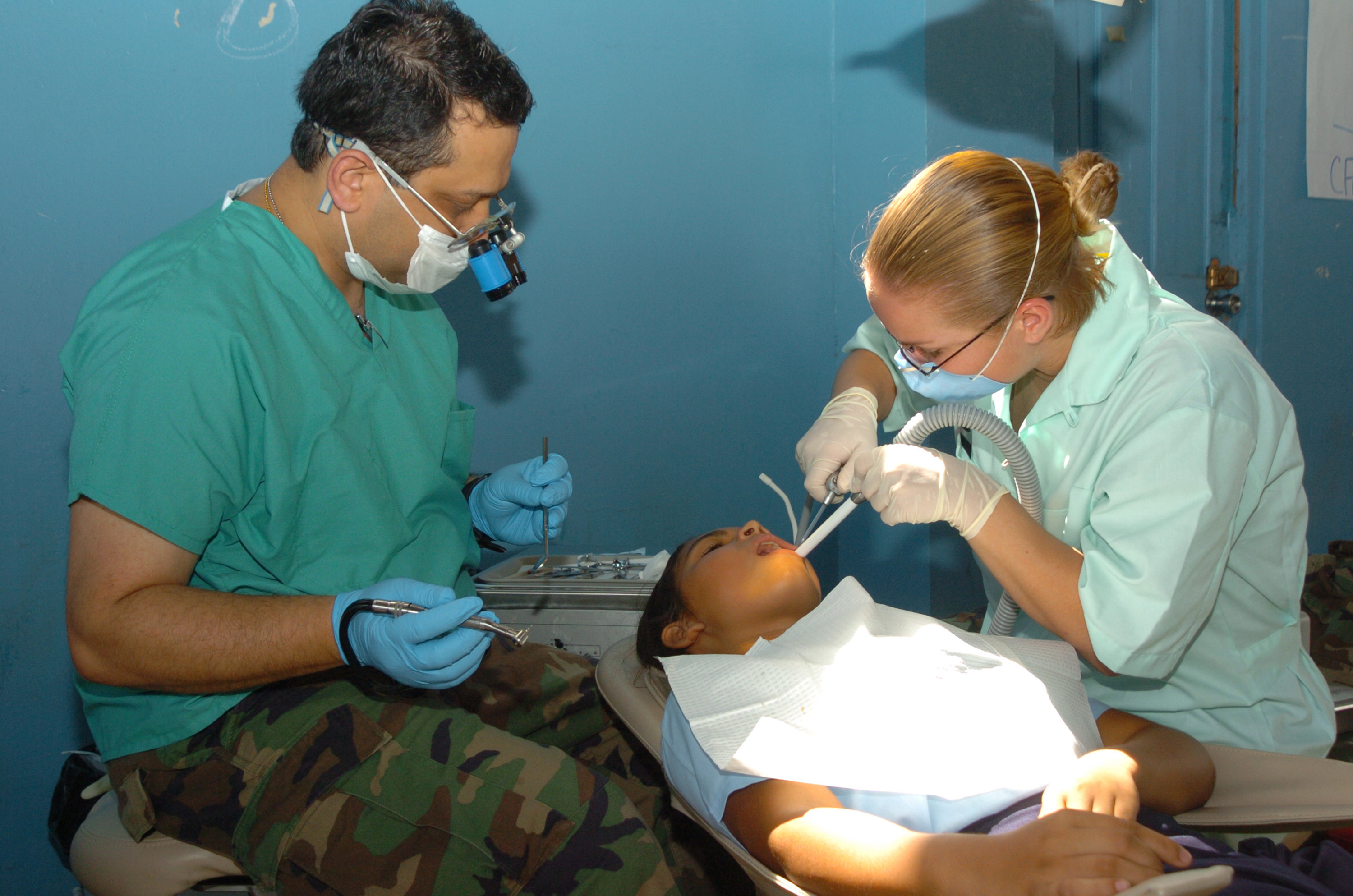
Стоматологи за роботою

Стоматолóгія (від грец. στοματος — «рот» і λογος — «наука»; англ. dentistry) — галузь медицини, що спеціалізується на лікуванні зубів, ротової порожнини, щелеп. Включає діагностику та лікування різних захворювань, відновлення втрачених чи уражених тканин.
Лікарі, які практикують лікування зубів, називаються стоматологами.

## Історія стоматології

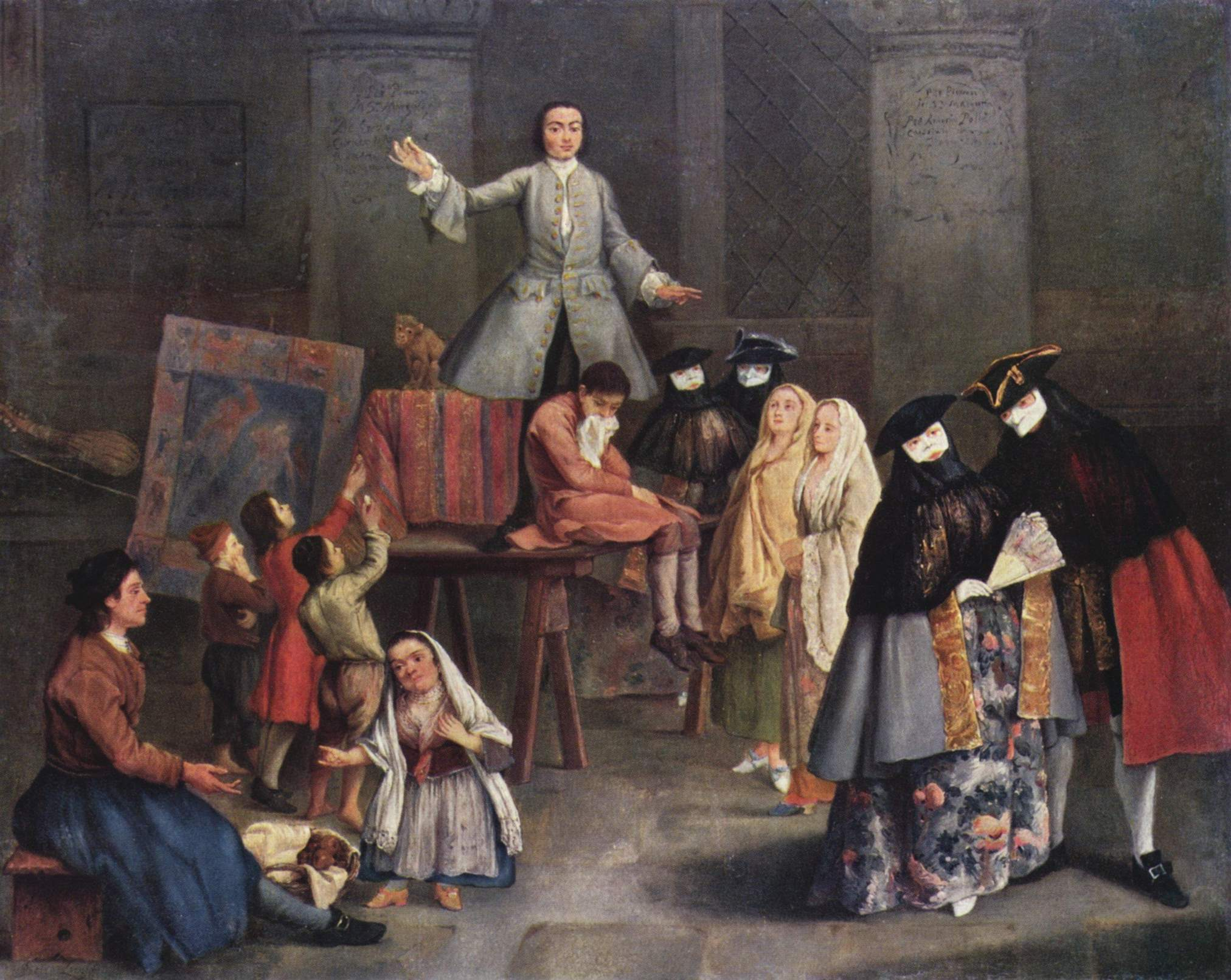
П'єтро Лонгі. «Зубодер», 1750. Пінакотека Брера, Мілан

Цивілізація долини Інду дає свідчення існування стоматології ще в 7000 р. до н. е., що лікувала зуби з використанням дриля.
Шумерський текст від 5000 до н. е. описує «зубного хробака» як причину карієсу зубів. Докази наявності подібних знань є в стародавніх Індії, Єгипті, Японії та Китаї. Легенда хробака міститься також в працях Гомера, і, аж до кінця XIV-го століття нашої ери хірург Гі де Чілак писав про переконання, що хробаки є причиною карієсу.
Папірус Едвіна Сміта написаний у XVII століттї до н. е., що містить дані з древніших папірусів, приблизно, 3000 до н. е., описує лікування декількох стоматологічних захворювань. У XVIII столітті до н.е закони Хаммурапі описували видалення зубів як покарання за порушення закону.
Стародавні грецькі вчені Гіппократ і Арістотель писали про стоматологію, у тому числі лікування зруйнованих зубів і захворювань ясен, вилучення зубів щипцями. Деякі кажуть, що перше використання стоматологічних приладів або мостів походить від етрусків вже з 700 до н.е.
Єгиптяни прив'язували замінники зубів золотим дротом. Римський теоретик медицини Авл Корнелій Цельс докладно описав захворювання порожнини рота, стоматологічні процедури, а також використання наркотичних речовин для знеболювання.
У сакральному праві стародавнього Риму (Таблиця X) зазначається «якщо у померлого зуби були скріплені золотом, то не забороняється поховати або спалити його із цим золотом»
У 1829 р. право займатися лікуванням зубів отримали жінки, першою з них була М. Назон. У 1838 р. звання “зубний лікар” замінено званням “дантист”. Встановлення стоматології в окрему медичну науку відбулося наприкінці XIX — на початку XX століття

### Сучасна стоматологія
Саме між 1650 і 1800 роками розвинулася наука сучасної стоматології.
Французький хірург П'єр Фошар став відомим як "батько сучасної стоматології". Незважаючи на обмеження примітивних хірургічних інструментів наприкінці 17 — початку 18 століття, Фошар був висококваліфікованим хірургом, який робив чудові імпровізації стоматологічних інструментів, часто пристосовуючи інструменти від годинникарів, ювелірів і навіть перукарів, які, на його думку, можна було використовувати в стоматології. Він запровадив пломбування зубів як лікування зубних порожнин. Він стверджував, що кислоти, отримані з цукру, такі як винна кислота, відповідають за карієс зубів, а також припустив, що пухлини, що оточують зуби та ясна, можуть з'явитися на пізніх стадіях карієсу.
У 1879 році Френсіс Броді Імлах був першим в історії стоматологом, який був обраний президентом Королівського коледжу хірургів (Единбург), вперше поставивши стоматологію на один рівень із клінічною хірургією.

## Стоматологія в Україні
З археологічних знахідок під час розкопок Куль-Обської могили біля Керчі і знайденої у ній посудини IV-ІІІ ст. до н. е., на якій зображено, як люди скіфсько-сарматської доби на територіях Північного Причорномор'я надавали допомогу при ушкодженнях зубощелепного апарату.
Перші відомості про зуболікування сягають у давнє минуле, проте наукове опрацювання питань стоматології почалося з XVIII століття, а перші зуболікарські школи були засновані у першій половині XIX століття.
Наприкінці XIX століття в Україні були відкриті перші зуболікарські школи: в Одесі (1892), Києві (1897), Харкові (1897) і засновані перші зуболікарські товариства. 1919 у Києві створено Державний Зуболікарський Інститут; 1920 — одонтологічний факультет при Київському, 1921 — при Харківському та кафедра одонтології при Одеському медичному інститутах, 1928 — катедри стоматології при Київському, Харківському, Одеському інститутах вдосконалення лікарів; 1927 засновано Інститут стоматології в Одесі, який діє як установа Міністерства Охорони Здоров'я УРСР.
Стоматологічну допомогу подають в Україні в поліклініках зубні відділи чи кабінети, зуболікарські кабінети як у містах, так і в селах. У 1973 в Україні працювало 10 366 стоматологів і 8 667 зубних лікарів. 1972 в УРСР були два стоматологічні навчальні інститути (Харків і Полтава), три стоматологічні факультети при Київському, Одеському, Львівському медичних інститутах; кафедри стоматології при медичних інститутах та інститутах вдосконалення лікарів і 12 зуболікарських шкіл.
В останні 30 років дістав розвиток метод стоматологічної імплантації. Починаючи з 1981 р., Каунаська клініка (Суров О. М.) організувала експериментальну лабораторію зубної імплантації і протезування, яка стала ведучою базою підготовки лікарів-імплантологів. Перша кандидатська дисертація з імплантології захищена в Києві у 1986 р. (Лось В. В.), а перша докторська дисертація — в Ужгороді у 2000 р. (Потапчук А. М.).

## Підрозділи та основні захворювання

### Терапевтична стоматологія

#### Хвороби зубів
Хвороби зубів некарієсного походження
- Гіпоплазія емалі
- Флюороз
- Клиноподібний дефект
- Ерозія зубів
- Некроз твердих тканин зубів
- Гіперестезія зубів
- Патологічне стирання зубів
- Травма зубів — гостра і хронічна

Карієс і його ускладнення
- Карієс
- Пульпіт
- Періодонтит
- Періостит
- Остеомієліт

#### Захворювання слизової оболонки рота
- Катаральний стоматит
- Виразковий стоматит
- Афтозний стоматит
- Хейліт
- Глосит
- Елементи ураження слизової оболонки порожнини рота

### Пародонтологія

#### Захворювання пародонту
- Гінгівіт
- Пародонтит
- Пародонтоз

### Хірургічна стоматологія

#### Захворювання трійчастого нерву
- Невралгія трійчастого нерва
- Неврит тройничного нерва
- Глосалгія

#### Захворювання слинних залоз
- Епідемічний паротит
- Запалення слинних залоз
- Слинокам'яна хвороба

#### Запальні захворювання хірургічного профілю
- Периостит
- Остеомієліт щелепи
- Флегмони і абсцеси

### Ортопедична стоматологія
- Протезування стоматологічне
- Вкладки стоматологічні
- Коронки стоматологічні
- Оклюзія (стоматологія)

### Ортодонтія
- Корекція прикусу
- Прикус
- Брекети

### Профілактика і гігієна
- Зубна бляшка
- Зубний камінь
- Зубна паста
- Зубні флоси
- Зубна щітка
- Зубний порошок
- Чистка зубів
- Дентікюр
- Жувальна гумка
- Дентальні серветки

## Методи досліджень в стоматології
- Ортопантомограма
- Електроодонтодіагностика